# Рота-Грека
Рота-Грека (итал. Rota Greca) — коммуна в Италии, располагается в регионе Калабрия, подчиняется административному центру Козенца.
Население составляет 1287 человек, плотность населения составляет 107 чел./км². Занимает площадь 12 км². Почтовый индекс — 87010. Телефонный код — 0984.
В коммуне 15 августа особо празднуется Успение Пресвятой Богородицы.